# Просторное (Херсонская область)
Просторное (укр. Просторе) — село в Зеленоподской сельской общине Каховского района Херсонской области Украины.
Население по переписи 2001 года составляло 23 человека. На данный момент нежилое.

## Местный совет
74853, Херсонская обл., Каховский р-н, пос. Червоный Перекоп